# Psycho-Pass
Psycho-Pass ist eine Anime-Fernsehserie, die sich in die Genres Krimi und Science-Fiction einordnen lässt. Die erste Staffel basiert auf einem Skript von Gen Urobuchi und wurde durch Studio Production I.G animiert, während die zweite Staffel nach dem Skript von Tow Ubukata durch Tatsunoko Pro animiert wurde.
Das Werk wurde ebenfalls als Manga und Roman adaptiert, wobei 2015 auch ein Film erschien.

## Inhalt
In einer nahen Zukunft ist es möglich geworden, das Gewaltpotential eines Menschen zu sehen, und zwar auf den ersten Blick: Durch den technischen Fortschritt kann die Psyche eines Menschen durchleuchtet werden. Das Ergebnis erscheint auf dem Psycho-Pass, einem virtuellen und gesetzlich vorgeschriebenen Ausweis, der überall und jederzeit gescannt werden kann. Eine dunkle Färbung auf dem Psycho-Pass verweist auf den gestressten seelischen Zustand seines Besitzers. Er wird als potenziell gefährlich eingestuft und kann festgenommen, therapiert oder gar beseitigt werden.
In dieser Welt leitet Akane – eine junge Polizistin frisch von der Polizeiakademie – eine Polizeieinheit, die aus Gefangenen mit hohem kriminellen Potenzial gebildet wurde. Akane muss in der rauen Gesellschaft ihre Führungsrolle behaupten.

## Veröffentlichung

### Anime
Die Serie wurde von dem japanischen Animationsstudio Production I.G produziert. Für Psycho-Pass zeichnet „Gesamt-Regisseur“ (sōkantoku) Katsuyuki Motohiro, assistiert von Regisseur (kantoku) Naoyoshi Shiotani verantwortlich. Das ursprüngliche Charakterdesign wurde von Akira Amano entworfen, das dann von Kyōji Asano für die Animationen angepasst wurde. Die Handlung basiert auf den Entwürfen von Gen Urobuchi, der zusammen mit Makoto Fukami auch die Drehbücher schrieb, ausgenommen Folge 12, die von Aya Takaha stammt. Regisseur Motohiro engagierte Gen Urobuchi, nachdem er dessen Serie Puella Magi Madoka Magica und, beeindruckt von deren düsterer Atmosphäre, auch dessen vorherige Werke gelesen hatte.
Ausgestrahlt wurden die 22 Folgen zuerst vom Sender Fuji TV in dessen Programmschiene NoitaminA zwischen dem 12. Oktober 2012 und 22. März 2013 kurz nach Mitternacht (und damit am vorigen Fernsehtag), sowie mit bis zu einer Woche Versatz auch auf den angeschlossenen Sendern Tokai TV, Saga TV, TV Nishi-Nippon, Sakurambo TV, Akita TV, Kagoshima TV, TV Kumamoto, Fukushima TV, TV Shin-Hiroshima, TV Ehime, Niigata Sōgō TV, Sendai Hōsō, Iwate Menkoi TV und TV Shizuoka. Eine englisch untertitelte Fassung lief gleichzeitig als Simulcast bei Crunchyroll.
In Deutschland hält der Publisher Crunchyroll SA (ehemals Viz Media Switzerland) die TV-, Home-Entertainment-, Internet- und Video-on-Demand-Rechte an der Serie. Über das Label Kazé Deutschland wird Psycho-Pass hierzulande auf vier DVD- bzw. Blu-ray-Boxen ab Februar 2014 erscheinen. Seit dem 22. Februar 2017 erlebt der Anime wöchentlich seine deutsche Free-TV-Premiere auf dem Spartensender ProSieben MAXX und ist freitags um 22:35 Uhr zu sehen. In Nordamerika wurde Psycho-Pass von Funimation lizenziert.
Am 6. Juli 2013 wurde vom Studiopräsidenten von Production I.G. Mitsuhisa Ishikawa auf der Anime Expo eine zweite Staffel angekündigt. Die zweite Staffel, Psycho-Pass 2, wird vom Studio Tatsunoko Pro animiert unter der Regie von Naoyoshi Shiotani (kantoku) und Kiyotaka Suzuki (series director). Die Gesamthandlung stammt von Tow Ubukata, die von Jun Kumagai als Drehbuch umgesetzt wurde. Die 11 Folgen wurden vom 10. Oktober bis 19. Dezember 2014 nach Mitternacht ebenfalls im Programmblock NoitaminA bei Fuji TV, als auch Iwate Menkoi TV und Sakurambo TV gleichzeitig erstausgestrahlt, sowie mit Versatz auch auf TV Ehime, TV Shizuoka, Kansai TV, Akita TV, Fukushima TV, Niigata Sōgō TV, TV Shin-Hiroshima, TV Kumamoto, Sendai Hōsō, TV Nishi-Nippon, Tokai TV, Kagoshima TV und Saga TV.
Ein 113 Minuten langer Animefilm von Production I.G kam am 9. Januar 2015 in die Kinos. Dieser wurde in 109 Kinos gezeigt und spielte trotz R15+-Einstufung in seinen ersten vier Tagen 248 Mio. Yen (1,8 Mio. €) ein.
Eine dritte Staffel namens Psycho-Pass Psychopath wurde am 8. März 2019 von Fuji TV angekündigt.

#### Synchronisation
Die deutsche Sprachfassung der ersten Staffel wird von VSI Berlin hergestellt. Für die Synchronregie und das deutsche Dialogbuch zeichnet Frank Preissler verantwortlich.
| Rolle                                            | Japanischer Sprecher (Seiyū) | Deutscher Sprecher                                   |
| ------------------------------------------------ | ---------------------------- | ---------------------------------------------------- |
| Akane Tsunemori (常守 朱, Tsunemori Akane)       | Kana Hanazawa                | Julia Stoepel Lina Rabea Mohr (Film „Providence“)    |
| Shinya Kōgami (狡噛 慎也, Kōgami Shin’ya)        | Tomokazu Seki                | Jaron Löwenberg                                      |
| Nobuchika Ginoza (宜野座 伸元, Ginoza Nobuchika) | Kenji Nojima                 | Felix Spieß Fabian Oscar Wien (Film „Providence“)    |
| Tomomi Masaoka (征陸 智己, Masaoka Tomomi)       | Kinryū Arimoto               | Axel Lutter                                          |
| Shūsei Kagari (縢 秀星, Kagari Shūsei)           | Akira Ishida                 | Jeffrey Wipprecht                                    |
| Yayoi Kunizuka (六合塚 弥生, Kunizuka Yayoi)     | Shizuka Itō                  | Nicole Hannak                                        |
| Shion Karanomori (唐之杜 志恩, Karanomori Shion) | Miyuki Sawashiro             | Andrea Aust                                          |
| Shōgo Makishima (槙島 聖護, Makishima Shōgo)     | Takahiro Sakurai             | Tim Knauer                                           |
| Dominator (ドミネーター, Dominētā)               | Noriko Hidaka                | Schaukje Könning Mareile Moeller (Film „Providence“) |
| Choe Gu-Sung (チェ・グソン, Che Guson)           | Yasunori Masutani            | Matthias Deutelmoser                                 |
| Jōshū Kasei (禾生 壌宗, Kasei Jōshū)             | Yoshiko Sakakibara           | Beate Gerlach                                        |
| Mika Shimotsuki (霜月 美佳, Shimotsuki Mika)     | Ayane Sakura                 | Melanie Isakowitz                                    |
| Risa Aoyanagi (青柳 璃彩, Aoyanagi Risa)         | Masumi Asano                 | Silke Matthias                                       |
| Sakuya Tōgane (東金 朔夜, Tōgane Sakuya)         | Keiji Fujiwara               | Sven Gerhardt                                        |
| Shō Hinakawa (雛河 翔, Hinakawa Shō)             | Takahiro Sakurai             | Marcel Mann                                          |
| Mizue Shisui (酒々井 水絵, Shisui Mizue)         | Marina Inoue                 | Anja Mentzendorff                                    |
| Kirito Kamui (鹿矛囲 桐斗, Kamui Kirito)         | Ryōhei Kimura                | Konrad Bösherz                                       |
| Sibyl-System                                     | Noriko Hidaka                | Silvia Mißbach                                       |

#### Musik
Das Vorspannlied der ersten Staffel für die ersten elf Episoden ist Abnormalize von Ling Tosite Sigure, der Abspanntitel Namae no Nai Kaibutsu (名前のない怪物, „Das Monster ohne Namen“) von EGOIST. Ab der zwölften Episode wird das Lied Out Of Control von Nothing’s Carved In Stone im Vorspann und All Alone With You von EGOIST als Abschlusslied verwendet.
Für die zweite Staffel wird im Vorspann Enigmatic Feeling von Ling Tosite Sigure und im Abspann Fallen von EGOIST verwendet.

### Manga
Der Anime wird von Hikaru Miyoshi als Manga-Reihe Kanshikan Tsunemori Akane (監視官 常守朱, dt. „Inspektor Akane Tsunemori“) adaptiert, die vom 2. November 2012 (Ausgabe 12/2013) bis 2. Mai 2013 (Ausgabe 6/2013) in Shūeishas Manga-Magazin Jump Square lief und zwischen dem 4. Juni 2013 und 4. Oktober 2014 als Webmanga auf dessen Website. Die Kapitel wurden in insgesamt sechs Sammelbänden (Tankōbon) zusammengefasst.
Auf Deutsch erschien der Manga zwischen Oktober 2017 und Juli 2018 komplett bei Kazé Manga als Inspector Akane Tsunemori.

### Romane
Gen Urobuchi schrieb zwei Romanbände zu Psycho-Pass, die am 4. Februar (ISBN 978-4-8000-0102-3) bzw. 4. April 2013 (ISBN 978-4-8000-0141-2) bei Mag Garden erschienen.
Ein weiterer Roman namens Psycho-Pass/Zero: Namae no Nai Kaibutsu (PSYCHO-PASS サイコパス/ゼロ 名前のない怪物) von Aya Takaha erschien am 4. April 2013 (ISBN 978-4-8000-0142-9) beim selben Verlag. Dieser behandelt eine Nebenhandlung zu der im Anime dargestellten.

### Videospiele
2016 veröffentlichte Publisher NIS America mit Psycho-Pass: Mandatory Happiness eine Umsetzung des Animes für PlayStation Vita und PlayStation 4 in Europa. Das Spiel stellt ein Text-Adventure dar, welches dem Spieler bei der Ermittlung von Verbrechen oftmals Entscheidungsfreiheit lässt. Je nachdem, wie man sich innerhalb des Spiels entscheidet, nehmen die Fälle einen anderen Ausgang und auch das Spielende variiert stark, je nach Spielweise.